# 안드레아 코수
안드레아 코수(Andrea Cossu, 1980년 5월 3일 ~ )는 이탈리아의 옛 축구 선수이며, 현역 시절 포지션은 공격형 미드필더였다.